# Wiki軟體

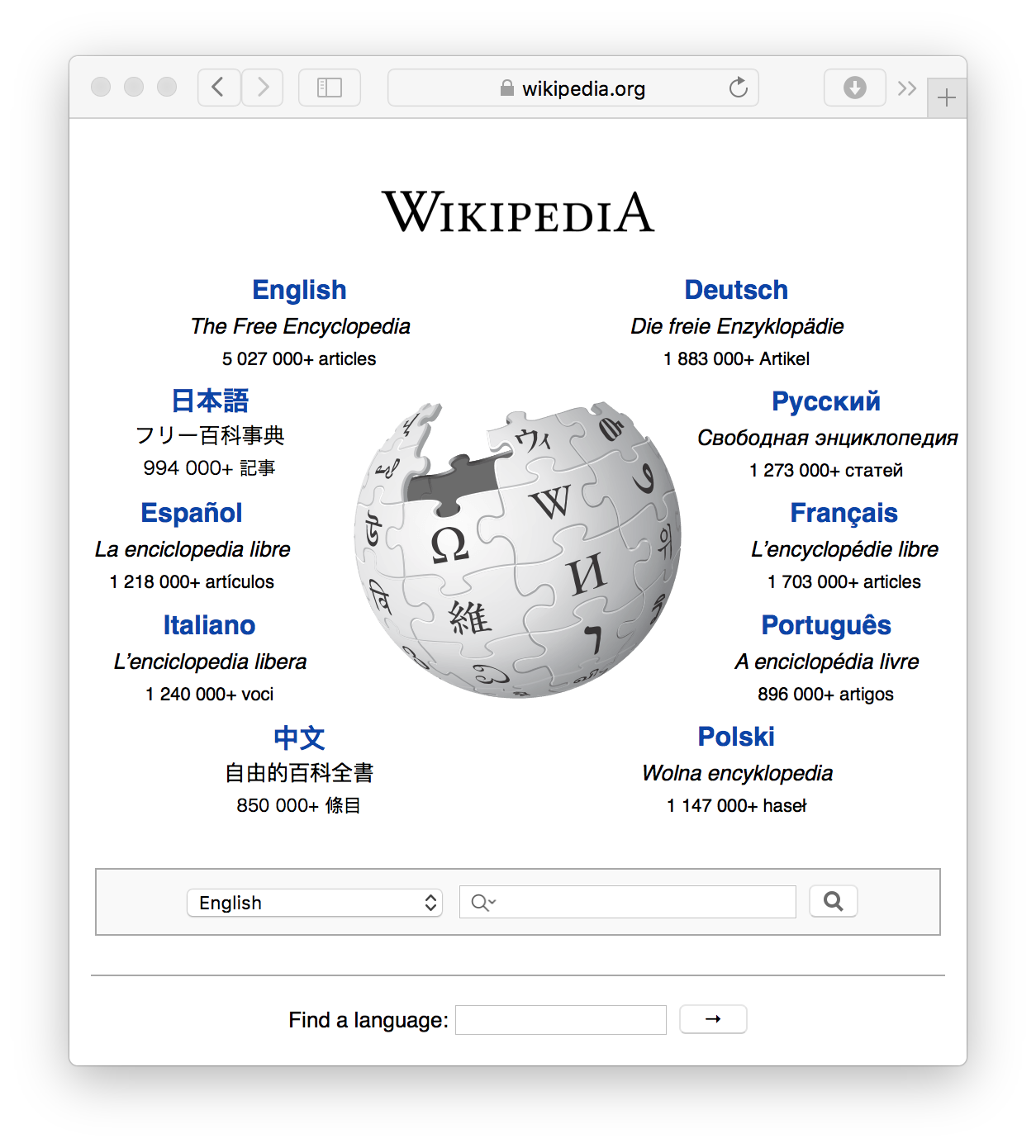
維基百科使用了MediaWiki——最著名的wiki軟體

Wiki引擎，或稱為Wiki軟體，是指用來架設Wiki的軟體。廣義來說，即是一種軟體能作為網路共筆，供網友自行編輯，並最終集合成完整的資料庫。狹義來說，即是能達成維基百科樣式的軟體。
由于维基百科的影响力，部分学者和媒体把Wiki引擎称为维基引擎。

## 不同Wiki引擎的介紹
以下主要介紹一些較為著名的Wiki引擎。
- MediaWiki：PHP語言開發的wiki引擎，維基百科所使用的引擎。支持繁簡中文。
  - 安裝需求：Apache/Nginx + PHP + MySQL/PostgreSQL/SQLite

IIS + PHP + MySQL亦可執行，但是部份源碼的的參數需要修改（參見meta的說明）
  - 最新版本：1.43.0
- SushiWiki：用C#開發的WikiClone，中文支持較好。
  - 安裝需求：IIS + ASP.Net +（可選的數據庫伺服器）
  - 最新版本：V1 RC2
- Confluence：用Java开发的wiki引擎，在企业用户里面使用较多。
- FlexWiki：微軟的開源產品，開發語言為C#，基於CPL（Common Public License）協議，不支持中文鏈接。
  - 安裝要求：IIS + ASP.Net
  - 最新版本：1.8.0.1696
- JASSWiki
  - 安裝需求：IIS + ASP 不需要數據庫
- JspWiki 是一套非常容易安裝的系統，支持JSP腳本
  - 安裝需求：JDK + tomcat
- OpenWiki 2004是一款非常出色的WIKI引擎，基於ASP開發。支持中文（一般）。
  - 安裝需求：IIS + ASP + ODBC
- WikkiTikkiTavi：小巧輕快的 Tavi 系統
  - 安裝需求：PHP + MySQL
- ChiqChaqWiki：預設給一般人使用的 WikiClone. 支持 utf-8，繁體中文沒問題，但不支持 RSS
- PersonalWiki：個人使用的 Wiki 系統
- OddMuse：使用 Perl 語言的 Wiki 系統
- MoinWiki：基于Python的Wiki系统，可運行在Windows、Linux/BSD/UNIX、OS X等環境下。目前能夠處理英文、德文、繁簡體中文、日文、俄文等約20種語言。
- WackoWiki：十分小巧的基於PHP+MySQL的wiki。由於其小巧簡潔，非常適合基於他進行個性化改進。
- CooCooWakka：一個基於 WakkaWiki 的中文改進版，支持簡體和繁體中文。
- PmWiki：PmWiki 使用 PHP 語言開發，容易安裝配置，無需數據庫支持。支持分組及分級（全站、組、單個頁面）讀寫權限，支持中文及UTF-8編碼，官方不支持中文鏈接。參考PmWiki 簡體中文版 （页面存档备份，存于）。
- XOOPSWAKKA：基於 Wakka 修改的 XOOPS Wiki 模組，支持簡體中文與繁體中文，並加入了目錄，中文索引，腳註，日曆，文件上傳等新功能。
- DokuWiki：這是一個符合標準，簡單易用的維基軟體，主要用來生成說明文件。它的目標是開發團隊，工作小組及小型公司，它无数据库，通过文件储存内容。
- UseModWiki：採用 Perl 語言所開發的維基引擎，曾為維基百科所使用。
- Instiki：採用 Ruby on Rails 框架開發的維基引擎，以安裝簡便和使用方便而著稱。
- TWiki：企業內部常用的Wiki，開放源碼系統。
- Generic Applications Server
- PukiWiki：由YukiWiki所衍生，大多為日文的Wiki網站所使用。
- Tiddlywiki：個人使用的筆記型wiki，沒有後端資料庫，無須安裝，儘由單個html網頁檔組成，內核極度輕量化（以kb計算），只要有瀏覽器就可以瀏覽與編輯，適合裝在隨身碟裡帶著走。也可以將檔案直接放在網路空間成為網頁，但網路應用時預設不支援遠程內容變更（可以透過外掛取得支援）。
- Project forum：是个收费的维基引擎，有免费版本，但功能受限。自带网络服务器，安装简单。
- BoltWire：以純文字存檔，基於PHP、不需要資料庫的Wiki軟體。[1]
  - 安裝需求：Apache/Nginx + PHP
- Sputnik : 使用Lua语言的wiki,基于Kepler工程.小巧,高效,功能强大,扩展性好,安装简单方便(使用LuaRocks).与Lua一样使用免费开源的MITT授权.

## Wiki引擎的優勢
作為簡單易用的Wiki引擎，通常會具有以下共通點：
- 编辑功能：具有容易书写（并且功能齐全）的格式规则，具备所見即所得机能，可以分章节编辑，能够方便地参阅以前的版本，并且具有上传文本，插入图像，和书写科学公式的能力。
- 阅览功能：包含目录，检索，导航条，访问统计，文章评分，高品位打印输出等功能。
- 用户管理：包含个人页面，工具条的个人定义，个人偏好的设置等功能。
- 群件功能：包含论坛，图库，信息传递系统等功能。
- 访问控制：这对必须考虑安全因素的企业内部网络来说很重要。
- 格式转换：文件导入（html, doc）和文件导出（doc, pdf）。
- 个人界面：可设置个人的主页，顶边栏，底边栏，侧边栏；还有模板。
- 多国语言：多国语言的支持。
- 可扩展性：具有什么样的第三方插件，什么样的机构使你制作的插件得以运行。
- 可移植性：支持多种平台。
- 可延拓性：当页面变得数量庞大时，此Wiki引擎是否可行。大多数可延拓的Wiki引擎都用一个后端数据库来存储页面。
- 多用户参与：所有用户都可以参与编辑，不再有特权用户存在，信息来源更广

### 使用局限
共筆型網站百科全书在質素與立場上，會受到筆者及管理員影響，一般資料來源大多依賴互聯網連結及政府認同的出版社書籍。